# Kameno
Kameno (bulgarisch Камено) ist eine Stadt und Verwaltungszentrum einer gleichnamigen Gemeinde in Südostbulgarien in der Oblast Burgas. Kameno liegt in der Burgasebene am Ufer des Ajtoska-Flusses, rund zehn Kilometer westlich von Burgas entfernt. Kameno ist das Zentrum der gleichnamigen Gemeinde. In den Ländereien der Stadt liegt das Gemeindedorf Swoboda.
In der Nähe der Stadt befindet sich LUKOIL Neftochim Burgas die größte Raffinerie auf der Balkanhalbinsel. Durch die Stadt führt die Eisenbahnlinie Burgas-Sofia. Nach den Balkankriegen (1912–1913) ließen sich in Kamemo Flüchtlinge aus Thrakien (→ Thrakische Bulgaren) nieder. In Kameno existiert ein Tschitalischte, das 1927 gegründet wurde.

## Gemeindegliederung
In der Gemeinde Kameno sind außer die Stadt Kameno noch folgende Orte eingegliedert:
| - Tscherni Wrach - Konstantinowo - Krastina - Liwada - Polski Iswor - Russokastro | - Swoboda - Trastikowo - Trojanowo - Winarsko - Wratiza - Scheljasowo |

Ihre Bevölkerung beträgt 13.494 (Stand 15. März 2009) Einwohner.